# Veroneser Klause
Die Veroneser Klause (veraltet Venedier Kluse, Berner Klause, italienisch Chiusa di Verona, Chiusa Veneta oder Chiusa di Ceraino) ist ein von der Etsch durchströmter Engpass. Dieser liegt am Südende des Etschtals bzw. des Vallagarina vor dessen Einmündung in die Norditalienische Tiefebene 18 km nordwestlich von Verona. Die Klause wird von der Strada Statale 12 dell’Abetone e del Brennero durchquert und von der Brennerbahn mit dem Cerainotunnel umfahren.

## Geschichte

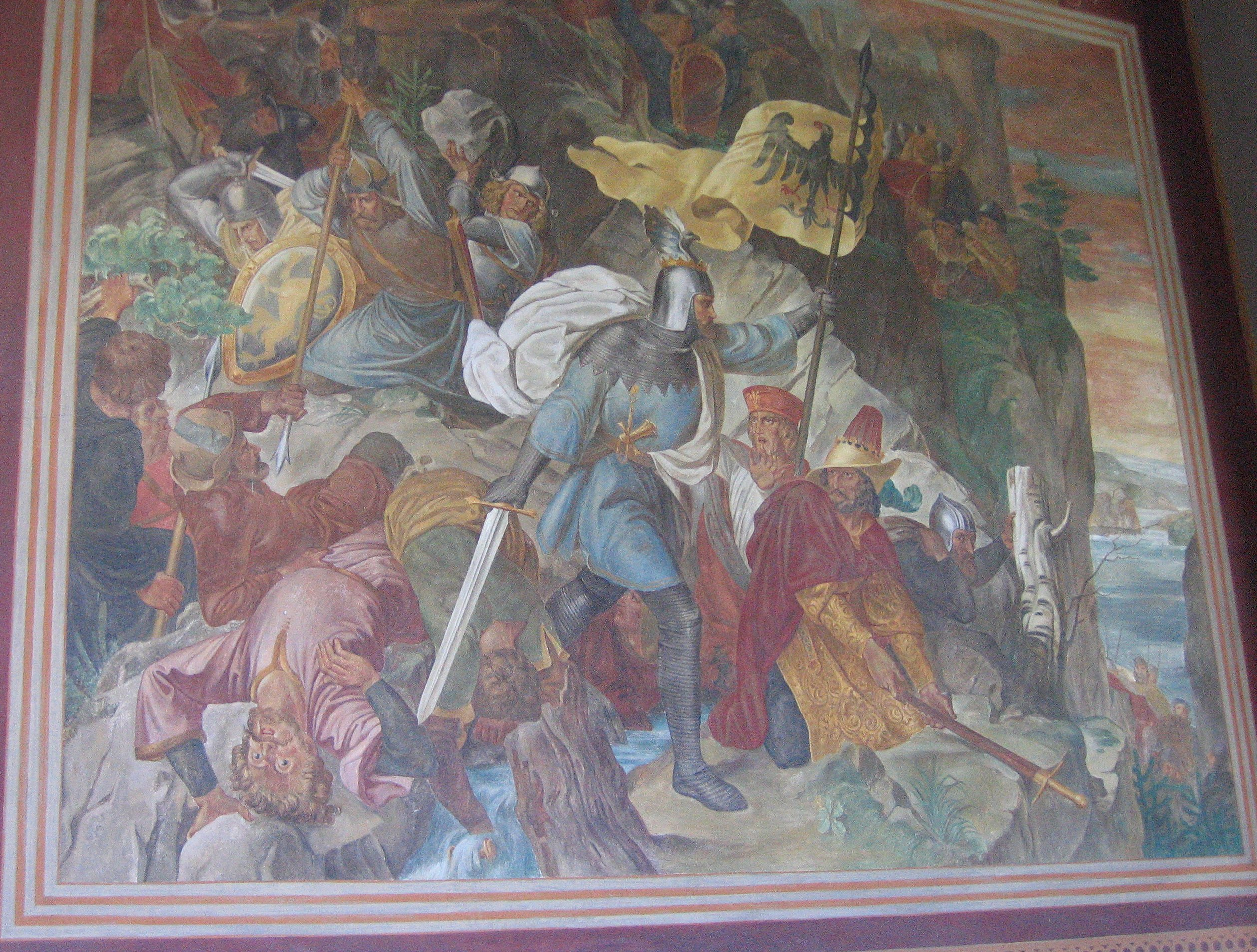
Die Kämpfe an der Veroneser Klause von 1155, historistisches Fresko in den Münchner Hofgartenarkaden

Die Engstelle hat in vielen Kriegen eine wichtige militärische Rolle gespielt. Sie war schon beim Einfall der Kimbern und Teutonen Schauplatz von Kämpfen. Ein mittelalterliches Beispiel für den Gebirgskrieg ist die Erstürmung der Veroneser Klause im September 1155 durch Otto von Wittelsbach. Er schuf damit die Voraussetzung für den Rückzug von Kaiser Friedrich I., genannt Barbarossa, in den Norden des Heiligen Römischen Reiches.
Hier die Darstellung in den Regesta Imperii:
„Friedrich wird von einer Schar von Straßenräubern unter Führung des Veroneser Ritters Alberich am Weitermarsch gehindert, und die Veronesen versperren ihm auch den Weg zurück nach Süden. Durch eine List, die mit Hilfe der beiden ortskundigen Veroneser Ritter Garzaban und Isaak, die den Kaiser nach Rom begleitet hatten, ausgeführt wird, und dank des persönlichen Einsatzes des Bannerträgers, Pfalzgraf Ottos von Wittelsbach, kann die Gefahr aber abgewendet werden. Die gefangenen Rädelsführer werden am Galgen hingerichtet, die übrigen strengen Körperstrafen zugeführt.“
1226 wurde durch eine Blockade der Klause durch ein Heer des Lombardenbundes der nach Cremona einberufene Reichstag des Kaisers Friedrich II. verhindert, indem der Durchzug des deutschen Königs Heinrich (VII.) und mit ihm reisender deutscher Fürsten verwehrt wurde.
In der Mitte des 19. Jahrhunderts wurden an der Klause von den Österreichern verschiedene Forts zur Sicherung des Weges durch das Etschtal gebaut, darunter die Straßensperre Chiusa direkt in der Engstelle.

## Fotos

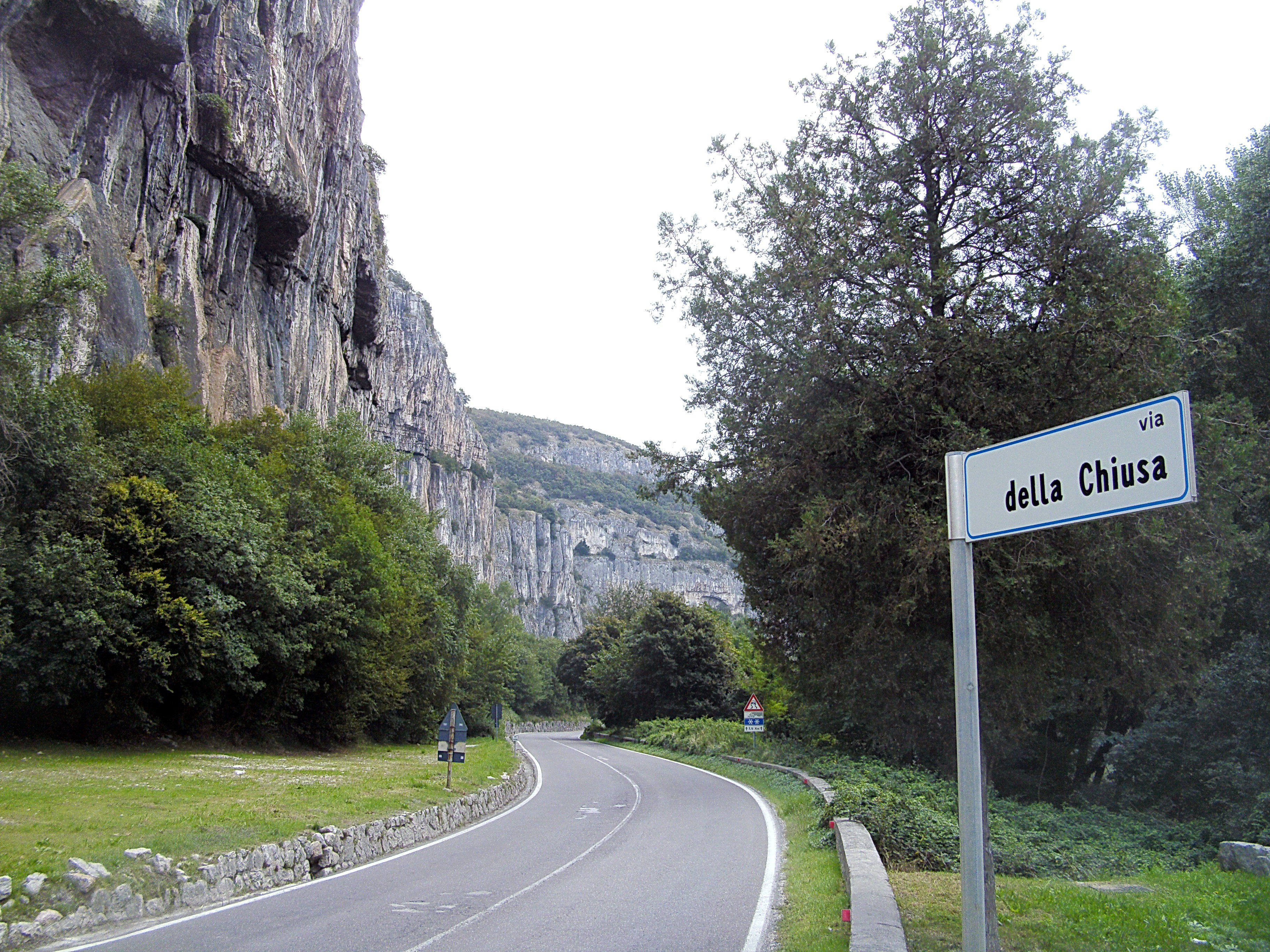
Veroneser Klause mit Staatsstraße SS12 von Nord nach Süd
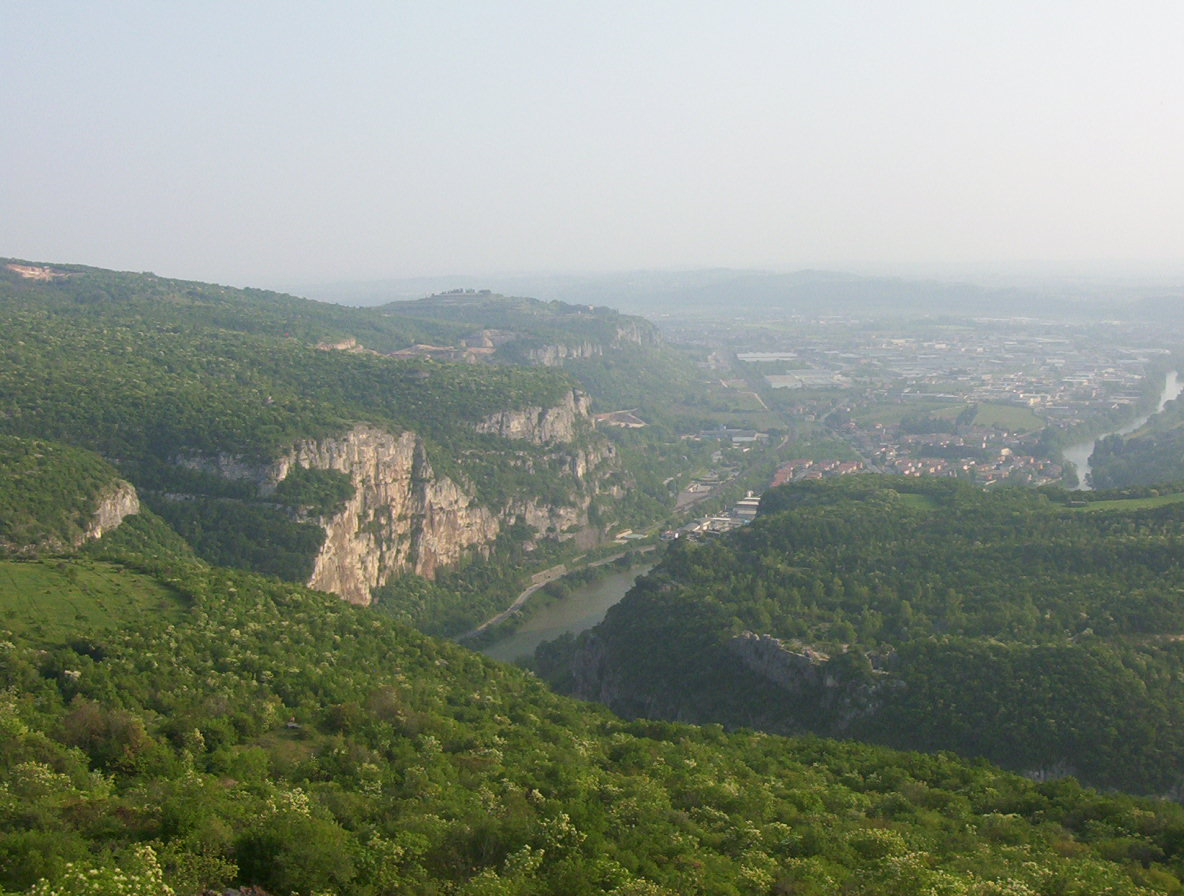
Überblick über die Veroneser Klause von Nord nach Süd